# Demades
Demades (griechisch Δημάδης Dēmádēs; * um 380 v. Chr.; † um 319 v. Chr.) war ein antiker griechischer Redner und Staatsmann in Athen.

## Leben
Demades war der Sohn des Atheners Demeas. Wie sein Vater war er zunächst Seemann, bevor er zu einem nicht genau datierbaren Zeitpunkt eine politische Laufbahn einschlug. Im Gegensatz zu Demosthenes (der politisch sein Rivale war, mit dem er aber teils auch durchaus übereinstimmte) hatte er nie eine formale rhetorische Ausbildung genossen. Die Quellenaussagen belegen, dass er ein natürliches Talent besessen zu haben scheint, wenngleich er (anders als Demosthenes) keine formalen Reden schriftlich festhielt.
In der Schlacht von Chaironeia 338 v. Chr. in makedonische Gefangenschaft geraten, erwarb er sich die Gunst des Makedonenkönigs Philipp II. und bewirkte die Freilassung der athenischen Gefangenen. Im Auftrag seiner Heimatstadt handelte er mit Philipp außerdem im selben Jahr einen Friedensvertrag aus. Zu diesem Zeitpunkt standen Demades und Aischines an der Spitze der pro-makedonischen Fraktion, deren Gegner Demosthenes war. Er sprach sich 335 v. Chr. gegen ein gemeinsames Vorgehen mit Theben aus (das sich gegen die Makedonen erhob) und es gelang ihm, Philipps Sohn und Nachfolger Alexander davon abzuhalten, die Auslieferung des Demosthenes zu erwirken. In der Folgezeit setzte er sich wiederholt für die Belange seiner Heimatstadt gegenüber Makedonien ein, so 324 v. Chr. noch einmal gegenüber Alexander und 319 v. Chr. gegenüber Antipatros. 319 v. Chr. wurde er jedoch auf Befehl Kassanders getötet, nachdem herausgekommen war, Demades habe entweder mit Perdikkas oder Antigonos  gegen Antipatros konspiriert.

## Reputation
Wenngleich ihm in einigen Quellen Habgier unterstellt wird, ist dies aufgrund der parteiischen Aussagen kaum haltbar. Demades hat vielmehr erkannt, dass ein pro-makedonischer Kurs nach 338 v. Chr. Athen noch einen gewissen Handlungsspielraum verschaffte. Seine politischen Verdienste sind kaum zu bestreiten. Die Athener errichteten ihm zu Ehren eine Statue und Theophrastos von Eresos soll gesagt haben, dass Demosthenes Athens würdig sei, Demades aber zu gut gewesen sei.
Seine Redekunst wird auch in einer Fabel des Äsop, Fabel 63, gewürdigt. In dieser achten die Athener während einer Rede nicht auf seine Worte, woraufhin er ihnen eine Fabel ankündigt und damit ihr Interesse weckt. Als Demades aber mitten im Text schweigt und die Umstehenden den Rest der Geschichte hören möchten, tadelt er sie für ihr Desinteresse an den städtischen Angelegenheiten, aber ihrer Freude an fiktiven Erzählungen. Eine ähnliche Geschichte gibt es auch von Demosthenes, siehe Des Esels Schatten, dort auch der Inhalt der Demades-Fabel.